# 竹莖蚜蟲
竹莖蚜蟲（学名：Cerataphis bambusifoliae）为扁蚜科彫胸扁蚜屬下的一个种。